# Amelia Earhart, le dernier vol
Pour plus de détails, voir Fiche technique et Distribution.
Amelia Earhart, le dernier vol (Amelia Earhart: The Final Flight) est un téléfilm américain réalisé par Yves Simoneau, diffusé le 12 juin 1994 aux États-Unis. Inspiré du livre de Doris L. Rich Amelia Earhart: A Biography, le film retrace les événements de la vie d'Amelia Earhart, en s'intéressant plus particulièrement à son dernier vol et à sa mystérieuse disparition en 1937.
Cette fiction, menée par Diane Keaton, n'est pas la première adaptation télévisée basée sur l'histoire de l'aviatrice américaine. En 1976, une mini-série intitulée Amelia Earhart (en) avait déjà été produite, avec Susan Clark dans le rôle-titre.

## Synopsis
En 1928, Amelia Earhart (Diane Keaton) gagne en réputation en effectuant un vol transatlantique comme passagère d'un avion. Son mariage avec le magnat de l'édition George Palmer Putnam (Bruce Dern) et ses séries de vols à hauts risques la propulse au rang d'aviatrice de renommée mondiale. Avec l'aide de son ami et conseiller Paul Mantz (Paul Guilfoyle), Earhart et son collègue navigateur, le buveur invétéré Fred Noonan (Rutger Hauer), planifient le vol le plus long jamais réalisé : un  tour du monde prévu en 1937. L'engouement de la jeune femme pour les îles Kiribati conduit à leur disparition. Un important dispositif de recherche est mis en place mais il échoue, renforçant ainsi l'image d'Earhart comme celle d'une icône de l'aviation.

## Fiche technique
- Titre original : Amelia Earhart: The Final Flight
- Titre francophone : Amelia Earhart, le dernier vol
- Réalisation : Yves Simoneau
- Scénario : Anna Sandor, d'après le livre Amelia Earhart: A Biography de Doris L. Rich
- Musique : George S. Clinton
- Photographie : Lauro Escorel
- Montage : Michael D. Ornstein
- Décors : Donald Elmblad
- Production : Cary Brokaw, Gordon Wolf (producteur exécutif), Randy Robinson (producteur associé) et Joseph J. Kelly (coproducteur)
- Sociétés de production : Avenue Pictures Productions
- Pays d'origine :  États-Unis
- Langue originale : anglais
- Genre : Film biographique
- Durée : 95 minutes
- Dates de diffusion :
  -  États-Unis : 12 juin 1994

## Distribution
- Diane Keaton : Amelia Earhart
- Rutger Hauer : Fred Noonan
- Bruce Dern : George Putnam
- Paul Guilfoyle : Paul Mantz
- David Carpenter : Harry Manning
- Denis Arndt : Joseph Laughlin
- Diana Bellamy : Mme Atkinson
- Don Bloomfield : Sid Smith
- Warren Munson : Le président Elliot
- Marilyn Rockafellow : Mme Elliot
- Heather Lauren Olson : Une jeune fan
- Melanie MacQueen : La secrétaire de Putnam
- Edward Conert : Eric Chaters
- Simon Templeman : Harry Balfour

## Réception
Au moment de la sortie du film Amelia en 2009, des critiques se sont intéressés à la représentation d'Amelia Earhart au cinéma et à la télévision. En 1943, Rosalind Russell incarne pour la première fois l'aviatrice dans le film Perdue sous les tropiques, puis l'actrice Susan Clark l'ajuste pour la télévision dans Amelia Earhart, en 1976,.
Dans Amelia Earhart, le dernier vol, la Amelia Earhart de Diane Keaton se rapproche plus de mythe que de la réalité,,. Les avis sont mitigés, mais quelques observateurs notent que des représentations ne sont pas fidèles à la nature du personnage historique.
Toutefois, pour son interprétation, Diane Keaton a été nommé pour le Golden Globe de la Meilleure actrice dans un film dramatique, l'Emmy de la Meilleure actrice dans une minisérie ou un téléfilm et le Screen Actors Guild Award de la Meilleure actrice dans une minisérie ou un téléfilm, en 1995.